# Mont Dajti
Le mont Dajti est une montagne qui s’élève à 1 613 m d’altitude à l'est de Tirana, en Albanie.
En 2009, les ossements de treize corps ont été retrouvés sur le mont Dajti, pendant la gouvernance d'Enver Hoxha.

## Source de la traduction
- (en) Cet article est partiellement ou en totalité issu de l’article de Wikipédia en anglais intitulé « Mount Dajt » (voir la liste des auteurs).